# Respect My Conglomerate
Respect My Conglomerate è un brano musicale del rapper statunitense Busta Rhymes, estratto come terzo singolo dall'album Back on My B.S.. Il brano figura la collaborazione dei rapper Jadakiss e Lil Wayne, ed è stato pubblicato il 4 aprile 2009 dalla Universal Motown. Al brano contribuisce nella parte cantata anche la cantante Debby Coda.

## Tracce
CD Promo
1. Respect My Conglomerate (Dirty) (feat. Young Jeezy & Jadakiss)
2. Respect My Conglomerate (Clean) (feat. Young Jeezy & Jadakiss)
3. Respect My Conglomerate (Instrumental)

## Classifiche
| Classifica (2009)                    | Posizione più alta |
| ------------------------------------ | ------------------ |
| U.S. Billboard Hot R&B/Hip-Hop Songs | 82                 |